# Repubblica Centralista
La Repubblica Centralista (ufficialmente Repubblica Messicana; in spagnolo República Mexicana) è quel periodo della storia del Messico che corrisponde ad un regime politico statale centralista. Il regime centralista fu formalmente creato il 30 dicembre 1836, con la promulgazione delle Sette Leggi Costituzionali; anche se la costituzione federale del 1824 era stata rovesciata già nel 1835. 
La Repubblica Centralista durò quasi undici anni. Il 22 agosto 1846, il presidente José Mariano Salas, emanò il decreto che ripristinava la validità della Costituzione del 1824, che mutò la forma di governo nel paese nella Seconda Repubblica messicana.
Il periodo centralista dello Stato messicano fu un tentativo del settore conservatore del paese che cercò di porre fine alle controversie tra le élite regionali e tra i vari caudillos protagonisti della vita politica nazionale. Tuttavia, come avvenne durante la Prima Repubblica e il Primo Impero, il paese continuò a soffrire di una grave instabilità politica e di rivolte armate. L'abolizione del regime federale fu l'innesco della reazione dei sostenitori del federalismo a Zacatecas (1835), Tabasco (1841 e 1846) e nel nord-est del Messico, in particolare nello stato di Tamaulipas. Le risposte più radicali all'instaurazione del regime unitario furono la proclamazione dell'indipendenza del Texas (1836) e dello Yucatán.
Allo stesso modo, il Messico ha dovuto affrontare due conflitti internazionali in questo periodo: la guerra dei pasticcini, causata dalle rivendicazioni economiche di sudditi francesi al governo messicano; e la guerra messico-statunitense, che portò all'annessione del Texas da parte degli Stati Uniti d'America.

## Storia

### Istituzione del regime centralista
A causa del caos politico e della guerra dei pasticcini, i centralisti governarono dopo che i conservatori assassinarono Vicente Guerrero. Il dibattito continuo tra i federalisti e i centralisti anche dopo la proclamazione della Costituzione del 1824, e le varie rivolte furono provocate come riforme emanate da Valentín Gómez Farías; i conservatori iniziarono a fare delle azioni per sciogliere la federazione, e imporre una repubblica centralista e annullare le riforme attuate sotto il mandato di Gómez Farías.
A metà del 1835, il partito conservatore istituì un Congresso, che si dichiarò costituente e promulgò le basi nazionali il 23 ottobre dello stesso anno. Il 30 dicembre 1836, ne furono promulgate 5 delle Sette Leggi Costituzionali, che stabilirono il potere al regime centralista, dandogli governo e amministrazione nel Paese.

### Le sette leggi
Le leggi costituzionali della repubblica messicana, meglio conosciute come le sette leggi, erano una serie di leggi di natura costituzionale che sostituirono la Costituzione del 1824. Nonostante fossero talvolta chiamate costituzione del 1839.
- La prima legge si riferiva ai diritti e doveri dei cittadini che stabiliva l'obbligo della religione cattolica.
- La seconda creò il Supremo Potere Conservatore, che poteva dichiarare l'incapacità fisica o morale di qualsiasi dei tre poteri della Repubblica (esecutivo, legislativo e giudiziario).
- Le leggi organizzavano i poteri dell'Unione, fissando le modalità della loro elezione e della loro attribuzione
- La sesta legge stabiliva la divisione del territorio in Dipartimenti e l'abolizione delle legislature locali, che sarebbero state sostituite da consigli dipartimentali.
- La settima legge stabiliva che le leggi costituzionali non potevano essere modificate in un periodo di tre anni per nessun motivo.

Il centralismo era liberale; si mantenne la divisione dei poteri ma se ne creò uno nuovo: il Supremo Potere Conservatore; l'Esecutivo mantenne la sua debolezza, ormai senza vicepresidenza, ma la sua carica si estese a otto anni; gli stati sarebbero diventati dipartimenti e i governatori sarebbero stati nominati dal presidente da una lista inviata dai consigli dipartimentali di soli 7 membri. Per rafforzare il governo nazionale, gli fu affidato il controllo dell'intero bilancio della Repubblica. Il voto di censimento fu stabilito; cioè solo coloro che avevano proprietà o un capitale potevano votare o si potevano candidare.

### Opposizione politica e armata alla Repubblica Centrale

Divisione politica e movimenti ribelli avvenuti nel periodo della Repubblica Centrale

#### Ribellione del Zacateacs
La ribellione a Zacatecas, fu la prima ribellione innescata dai tentativi di centralizzare gli affari degli stati. La ribellione iniziò come risposta all'ordine del governo di sciogliere il corpo della milizia. La ribellione fu guidata dal governatore Francisco García Salinas, che guidò un esercito di circa quattromila uomini contro l'ancora governo federale.
Antonio López de Santa Anna, all'epoca presidente, combatté personalmente la rivolta, lasciando alla presidenza il generale Miguel Barragán. Il governatore García Salinas, fu sconfitto nella battaglia di Zacatecas. Come punizione per la ribellione di Zacatecas, il 23 maggio 1835 il partito degli Aguascalientes fu sciolto, e dichiarò il territorio della federazione.

#### Indipendenza del Texas
La ribellione del Texas iniziò il 2 ottobre 1835, nella battaglia di Gonzalez. Il malcontento dei coloni americani, iniziò non appena si stabilirono nello stato di Coahuila, e nel Texas. A seguito della ribellione di Fredonia del 1827, furono emanate delle leggi del 6 aprile 1830, che aumentò il malcontento dei coloni. Nel 1831, le autorità messicane diedero ai coloni González, un piccolo cannone per proteggerli dalle frequenti incursioni dei Comanche.
Dopo le vittorie texane di González e dopo l'assedio di Béjar, arrivarono una serie di vittorie messicane, la maggior parte delle quali comandate dal generale José de Urrea. Urrea sconfisse i ribelli nella battaglia di San Patricio, nella battaglia del Refugio, nella battaglia di Coleto e nella battaglia di Goliad nel 1846.
Il 23 febbraio 1836, l'esercito delle operazioni in Texas, guidato dal presidente Antonio López de Santa Anna, iniziò l'assedio di Alamo. La maggior parte dei soldati fu reclutata contro la loro volontà. Alamo fu conquistata il 6 marzo dello stesso anno, e sopravvissero solo due persone.
Il 21 aprile si svolse la battaglia di San Jacinto, detta anche "la siesta di San Jacinto",  dove l'esercito messicano fu attaccato mentre dormiva e fu del tutto sconfitto. Santa Anna fu catturata pochi giorni dopo la battaglia, e il 14 maggio firmò il Trattato di Velasco, con il quale si riconosceva l'indipendenza del Texas. Il governo messicano guidato da José Justo Corro non riconobbe il trattato sostenendo che Santa Anna non aveva l'autorità per concedere l'indipendenza al territorio, tuttavia il Texas rimase di fatto indipendente fino al 1845, quando fu annesso agli Stati Uniti.

#### Ribellione di Coahuila, Nuevo León e Tamaulipas
La Repubblica del Rio Grande fu una repubblica composta dagli stati messicani di Coahuila, Nuevo León, Tamaulipas e parti dell'attuale stato americano del Texas. Il 17 gennaio 1840, un gruppo di notabili di tutti e tre gli stati si riunirono vicino a Laredo. Pianificarono l'indipendenza dal Messico e la formazione della propria repubblica federale composta dai tre stati, con Laredo come capitale. Tuttavia, i legislatori statali (allora dipartimenti) non avevano intrapreso alcuna azione costituzionale per sostenere la creazione della repubblica e avevano chiesto aiuto al governo centrale per reprimere la ribellione.
Gli insorti chiesero aiuto al Presidente della Repubblica del Texas Mirabeau B. Lamar, che non gli aveva dato appoggio perché chiedevano il riconoscimento della propria indipendenza dal Messico.
Infine, dopo una serie di sconfitte degli insorti, il 6 novembre Antonio Canales, comandante dell'esercito degli insorti, incontrò Mariano Arista che gli offrì la carica di generale di brigata dell'esercito messicano in cambio dell'abbandono della sua idea secessionista. Canales accettò l'offerta e il tentativo di indipendenza fu abbandonato.

#### Ribellione di Tabasco
La ribellione di Tabasco iniziò nel 1839. fu guidata da ribelli federalisti che erano contrari al governo centralista implementato in Messico. I ribelli presero diverse grandi città e chiesero aiuto anche al governo del Texas, che li aiutò con due navi. Il colonnello Juan Bautista Traconis, aveva ottenuto una vittoria sul Messico, con la quale dichiarò l'indipendenza di Tabasco nel 1846.
Questa guerra civile finì nel gennaio 1841, con il trionfo dei federalisti e la caduta del governatore centralista José Ignacio Gutiérrez.
L'allora presidente Anastasio Bustamante, per rappresaglia, decretò la chiusura del porto di San Juan Bautista, che influì sulla vita economica del territorio. Ciò causò il malcontento nelle autorità federaliste di Tabasco, quindi il 13 febbraio 1841, Tabasco decretò la sua separazione dal Messico.
Mesi dopo, Antonio López de Santa Anna revocò il decreto di Bustamante e assicurò alle autorità di Tabasco che sarebbe stato ripristinato il federalismo, che culminò infine con la reintegrazione di Tabasco il 2 dicembre 1842.
Tabasco decretò la sua indipendenza nel novembre 1846, come protesta contro la mancanza di aiuto del governo di fronte all'occupazione statunitense dello stato. Alla fine si reincorporò nel dicembre dello stesso anno. 

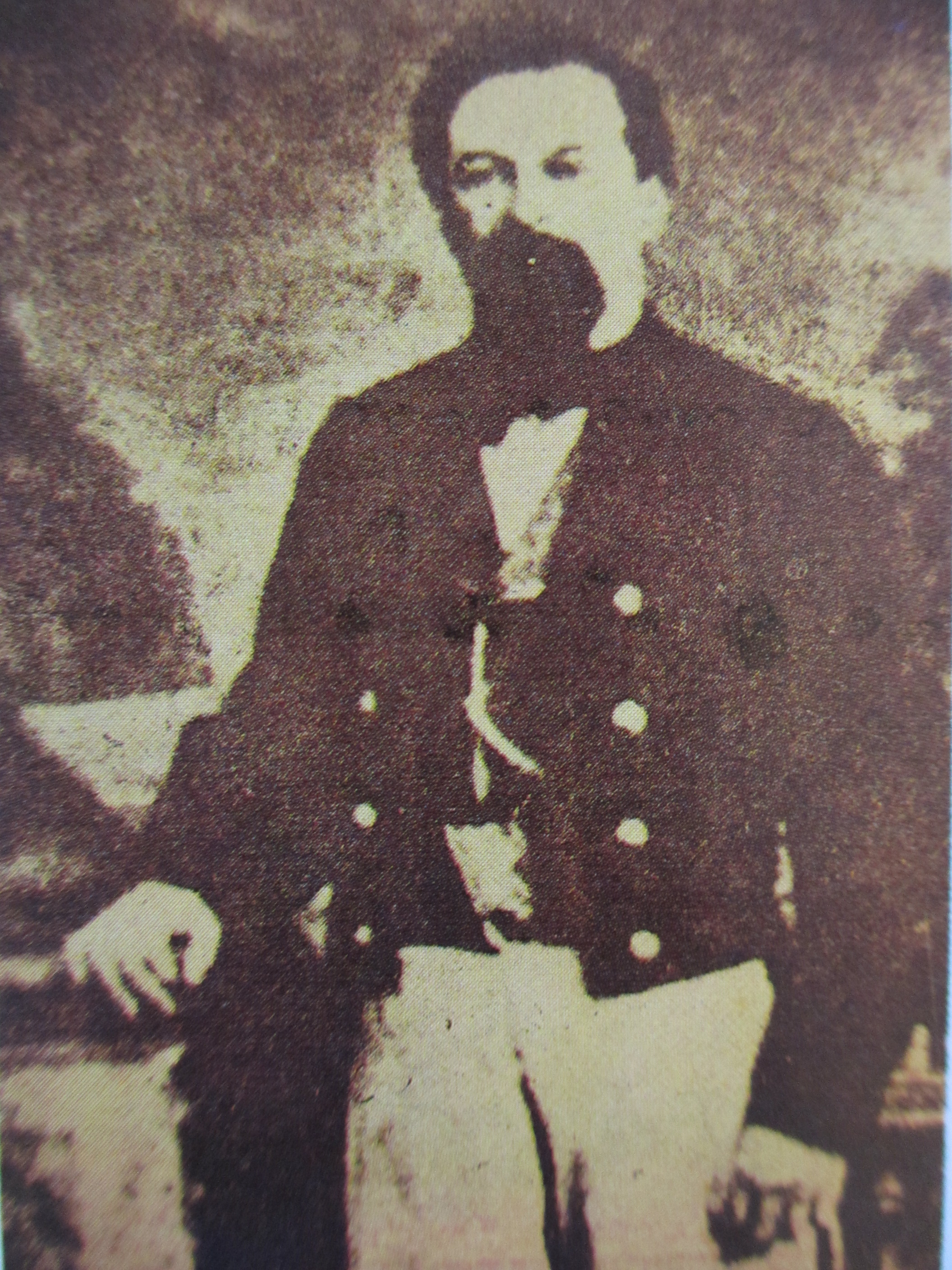
Il colonnello Juan Bautista Traconis, che ha ottenuto una vittoria storica sul Messico. Dichiarò Tabasco separato dal Messico nel 1846.

#### Indipendenza dello Yucatan
Lo Yucatán si unì alla federazione nel 1823 con uno status speciale, quello della repubblica federata, come previsto dalla Costituzione dello Yucatán del 1825.
Cambiando il sistema federale per quello centralista, lo Yucatan si considerava fuori dal patto di unione con il Messico. Dopo diverse petizioni al governo centrale per ripristinare la Costituzione del 1824, il 29 maggio 1839 scoppiò la rivoluzione nello Yucatan. Dopo una serie di vittorie dello Yucatan, il governo centrale dichiarò guerra allo Yucatán. Il 4 marzo 1840, il Congresso dello Yucatan decretò che finché il Messico. non è governato secondo le leggi federali, lo Stato dello Yucatan rimarrà separato da esso; con la sua Legislatura riprendendo i poteri del Congresso Generale e del suo Governo e quelli del Presidente della Repubblica, e tutto ciò che riguarda il suo regime in particolare.
Il 31 marzo 1841 fu promulgata la costituzione dello Yucatan del 1841. Questa nuova Costituzione stabilì diverse innovazioni: la libertà di culto, la libertà di stampa e le basi costituzionali e legali del processo amparo.
Il 1º ottobre 1841, la Camera dei Deputati dello Yucatan emise la Dichiarazione di Indipendenza dal Messico.
Santa Anna inviò Andrés Quintana Roo a parlare con le autorità dello Yucatán per negoziare la sua reintegrazione in Messico. Dall'incontro furono firmati alcuni trattati, totalmente vantaggiosi per lo Yucatan, ma che furono rifiutati da Santa Anna.
Santa Anna inviò un'invasione armata nello Yucatán per sottometterlo, ma furono sconfitti. Incapace di sottomettere la penisola, Santa Anna impose loro un blocco commerciale. Il blocco aveva costretto le autorità dello Yucatan (fiduciose della loro vittoria militare), a negoziare con Santa Anna. Il 5 dicembre 1843, furono firmati trattati in cui lo Yucatan ristabilì le relazioni con il Messico, ma rimase governato dalle proprie leggi e governanti. Nel 1845, il presidente José Joaquín de Herrera, ignorò i trattati e causò nuovamente la rottura fra Yucatán e Messico.
Dopo il ripristino del federalismo nel 1846, lo Yucatán decise di unirsi al Messico, ma la fazione di Campeche si oppose alla reincorporazione, sostenendo che il Messico era in conflitto con gli Stati Uniti. Sebbene formalmente fosse già scomparso il regime centralista nel dipartimento dello Yucatan, c'era ancora.
Il 30 luglio 1847, nello Yucatán scoppiò la rivolta indigena nota come Guerra delle Caste. La guerra costrinse lo Yucatan a chiedere aiuto al Messico, con il quale negoziò per la sua reintegrazione nella Repubblica, avvenuta il 17 agosto 1848.